# فهرستگان کشاورزی ایران
فهرستگان کشاورزی ایران کتابی از نسرین‌دخت عماد خراسانی است که در سال ۱۳۷۲ منتشر و در مراسم کتاب سال جمهوری اسلامی ایران به‌عنوان کتاب برگزیده معرفی شد.